# Soumbeïla Diakité
Soumbeïla Diakité (sinh ngày 25 tháng 8 năm 1984) là một cầu thủ bóng đá người Mali thi đấu cho Stade Malien.

## Quốc tế
Anh là một phần của U-20 Mali đứng thứ 3 vòng bảng Giải vô địch bóng đá trẻ thế giới 2003. Diakité là một phần của Olympic Mali 2004, dừng bước ở tứ kết, đứng đầu bảng A nhưng thất bại trước Ý ở vòng tiếp theo.

## Thống kê sự nghiệp

### Quốc tế
| Đội tuyển quốc gia Mali | Đội tuyển quốc gia Mali | Đội tuyển quốc gia Mali |
| Năm                     | Số trận                 | Bàn thắng               |
| ----------------------- | ----------------------- | ----------------------- |
| 2006                    | 3                       | 0                       |
| 2007                    | 1                       | 0                       |
| 2008                    | 3                       | 0                       |
| 2009                    | 3                       | 0                       |
| 2010                    | 3                       | 0                       |
| 2011                    | 6                       | 0                       |
| 2012                    | 7                       | 0                       |
| 2013                    | 7                       | 0                       |
| 2014                    | 7                       | 0                       |
| 2015                    | 7                       | 0                       |
| Tổng cộng               | 47                      | 0                       |

Thống kê chính xác tính đến trận đấu diễn ra ngày 17 tháng 11 năm 2015